# Diana Bacosi
Diana Bacosi (Città della Pieve, 13 luglio 1983) è una tiratrice a volo italiana, vincitrice della medaglia d'Oro nello skeet ai Giochi olimpici di Rio de Janeiro 2016 e a quelli di Parigi 2024 e della medaglia d’Argento sempre nello skeet ai Giochi olimpici di Tokyo 2020.

## Biografia
Nata a Città della Pieve da Stanislao Bacosi e da Tiziana Pinzi, cresce a Cetona. Grazie alla passione del padre per la caccia, si avvicina al mondo delle armi e del tiro e nel 2004 partecipa per la prima volta ai campionati europei di tiro, vincendo la medaglia d'argento nello skeet a squadre.
Arruolatasi nell'Esercito Italiano il 18 aprile 2005, tra il 2005 e il 2008 compete ancora agli europei di tiro vincendo due ori consecutivi (2005, 2007) ed un argento (2008). Dopo un periodo di cinque anni non competitivi, nel 2013 partecipa prima agli europei in Germania e poi ai mondiali in Perù, vincendo l'oro nello skeet a squadre in entrambe le competizioni.
Reduce da altre due medaglie d'argento conquistate tra europei e mondiali, allenata da Andrea Benelli, giunge ai Giochi olimpici di Rio de Janeiro 2016 con il grado di caporal maggiore scelto; vincendo la medaglia d'Oro nella finale delle skeet femminile contro la connazionale Chiara Cainero.
Nel biennio 2018-2019, vince altre tre medaglie (oro, argento e bronzo) tra europei e mondiali e nel marzo 2020 viene selezionata nella squadra olimpica di tiro per i Giochi olimpici di Tokyo 2020, successivamente prosposti al 2021 a causa della pandemia di COVID-19. L'anno seguente partecipa all'Olimpiade di Tokyo 2021 nella categoria skeet, vincendo la medaglia d'Argento dopo aver perso la finale molto combattuta del Tiro a Volo contro Amber English. Nel 2024 vince la medaglia d'oro alle Olimpiadi di Parigi nello skeet a squadre, in coppia con Gabriele Rossetti.

## Palmarès
| Anno | Manifestazione          | Sede           | Evento                | Risultato | Prestazione | Note |
| ---- | ----------------------- | -------------- | --------------------- | --------- | ----------- | ---- |
| 2004 | Europei                 | Nicosia        | skeet a squadre       | Argento   |             |      |
| 2005 | Europei                 | Belgrado       | skeet a squadre       | Oro       |             |      |
| 2007 | Europei                 | Granada        | skeet a squadre       | Oro       |             |      |
| 2008 | Europei                 | Nicosia        | skeet a squadre       | Argento   |             |      |
| 2013 | Europei                 | Suhl           | skeet a squadre       | Oro       |             |      |
| 2013 | Mondiali                | Lima           | skeet a squadre       | Oro       |             |      |
| 2014 | Europei                 | Sarlóspuszta   | skeet a squadre       | Argento   |             |      |
| 2015 | Giochi europei          | Baku           | skeet a squadre miste | Oro       |             |      |
| 2015 | Giochi europei          | Baku           | skeet                 | Argento   |             |      |
| 2015 | Mondiali                | Lonato         | skeet a squadre       | Argento   |             |      |
| 2016 | Giochi olimpici         | Rio de Janeiro | skeet                 | Oro       |             |      |
| 2016 | Europei                 | Lonato         | skeet a squadre       | Argento   |             |      |
| 2017 | Mondiali                | Mosca          | skeet a squadre       | Argento   |             |      |
| 2017 | Europei                 | Baku           | skeet a squadre       | Argento   |             |      |
| 2017 | Europei                 | Baku           | skeet a squadre miste | Bronzo    |             |      |
| 2018 | Mondiali                | Changwon       | skeet a squadre       | Argento   |             |      |
| 2018 | Europei                 | Leobersdorf    | skeet a squadre miste | Argento   |             |      |
| 2018 | Europei                 | Leobersdorf    | skeet a squadre       | Bronzo    |             |      |
| 2019 | Giochi europei          | Minsk          | skeet                 | Oro       |             |      |
| 2019 | Giochi europei          | Minsk          | skeet a squadre miste | Argento   |             |      |
| 2019 | Mondiali                | Lonato         | skeet                 | Oro       |             |      |
| 2019 | Mondiali                | Lonato         | skeet a squadre miste | Oro       |             |      |
| 2019 | Europei                 | Lonato         | skeet a squadre       | Oro       |             |      |
| 2021 | Europei                 | Osijek         | skeet a squadre       | Argento   |             |      |
| 2021 | Giochi olimpici         | Tokyo          | skeet                 | Argento   | 55          |      |
| 2022 | Mondiali                | Osijek         | skeet                 | Oro       |             |      |
| 2022 | Mondiali                | Osijek         | skeet a squadre       | Argento   |             |      |
| 2022 | Mondiali                | Osijek         | skeet a squadre miste | Argento   |             |      |
| 2022 | Europei                 | Larnaca        | skeet a squadre miste | Argento   |             |      |
| 2022 | Giochi del Mediterraneo | Orano          | skeet a squadre miste | Argento   |             |      |
| 2022 | Giochi del Mediterraneo | Orano          | skeet                 | Bronzo    |             |      |
| 2023 | Mondiali                | Baku           | skeet a squadre       | Argento   |             |      |
| 2023 | Europei                 | Osijek         | skeet a squadre       | Oro       |             |      |
| 2023 | Europei                 | Osijek         | skeet                 | Argento   |             |      |
| 2023 | Europei                 | Osijek         | skeet a squadre miste | Bronzo    |             |      |
| 2024 | Europei                 | Lonato         | skeet                 | Oro       |             |      |
| 2024 | Giochi olimpici         | Parigi         | skeet a squadre miste | Oro       |             |      |